# Pintupi-luritja
Pintupi-luritja är ett australiskt språk som talades av 390 personer år 1996. Pintupi-luritja talas i Väst-Australien och Nordterritoriet. Pintupi-luritja tillhör de pama-nyunganska språken.